# Салават Купере
Салават Купере (тат. Салават Күпере, Salawat Küpere; рус. Радуга) — жилой массив в Кировском районе Казани.
Население — около 30 000 чел. (2021).

## География
Основная часть жилого массива находится между посёлком Залесный (с юга) и деревней Воронино, меньшая его часть (также известная как «Салават Купере-1») находится между посёлком Залесный (с юга и запада) и жилыми комплексами, относящимися к селу Осиново (с севера).

## История
Салават Купере начал возводиться в середине 2014 года; первые дома жилого массива были построены и заселены в середине 2015 года.

## Кварталы
- 1-й квартал
- 2-й квартал
- 3-й квартал
- 4-й квартал (проектируемый)
- 5-й квартал (проектируемый)
- 6-й квартал (проектируемый)
- 7-й квартал
- 8-й квартал
- 9-й квартал (проектируемый)
- 10-й квартал
- 11-й квартал
- 12-й квартал
- 13-й квартал
- 14-й квартал (проектируемый)
- 15-й квартал (проектируемый)
- 16-й квартал (проектируемый)
- 17-й квартал (проектируемый)

## Улицы
- Айрата Арсланова (тат. Айрат Арсланов урамы, Ayrat Arıslanof uramı, названа 4 марта 2015 года в честь Айрата Арсланова, актёра и режиссёра, народного артиста ТАССР)[5]. Находится между кварталами № 12, 11, 10 с одной стороны и кварталом № 13 с другой стороны; пересекается с улицами Нурихана Фаттаха, Сажинова и Зилантовая. Длина — 0,9 км[6].
- Альфии Авзаловой (тат. Әлфия Әфзалова урамы, Älfiä Äfzalova uramı, названа 7 марта 2019 года в честь Альфии Авзаловой, певицы, народной артистки ТАССР)[5]. Находится между кварталами № 1, 4, 7 и застройкой посёлка Залесный с одной стороны и кварталами № 2, 3, 8 с другой стороны; пересекается с улицей Генерала Махмута Гареева, проспектом Ильгама Шакирова, улицей Наиля Юсупова, и Осиновским переулком.
- Виктора Сажинова (тат. Виктор Сажинов урамы, Viktor Sajinof uramı, названа 4 марта 2015 года в честь Виктора Сажинова, героя Великой Отечественной войны)[7]. Находится между кварталами № 10 с одной стороны и кварталом № 11 с другой; пересекается с улицами Айрата Арсланова и Тансык.
- Генерал Махмута Гареева (тат. Генерал Мәхмүт Гәрәев урамы, General Mäxmüt Gäräyef uramı, названа 4 марта 2015 года в честь Махмута Гареева, военачальника)[8]. Является восточной односторонкой кварталов № 2 и 1; пересекается с улицей Альфии Авзаловой и проспектом Заречье.
- Гумера Усманова (тат. Гомәр Госманов урамы, Ğömär Ğosmanof uramı, названа 9 марта 2017 года в честь Гумера Усманова, первого секретаря Татарского обкома КПСС)[5]. Находится между кварталами № 14, 6 с одной стороны и кварталами 15, 5 с другой; пересекается с проспектом Заречье и улицей Юсупова.
- проспект Заречье (тат. Елга аръягы проспекты, Yılğa aryağı prospektı, назван 24 декабря 2015 года в честь 90-летия Кировского района)[9]. Находится между кварталами № 4, 5, 6, 9 с одной стороны и кварталами 15, 14, 13 с другой; пересекается с улицами Генерала Махмута Гареева, Ильгама Шакирова, Гумера Усманова, Нурихана Фаттаха и Сажинова.
- Зилантовская (тат. Җылан урамы, Cılan uramı, названа 18 февраля 2016 года)[10]. Является западной односторонкой квартала № 10; пересекается с улицами Айрата Арсланова и Тансык.
- проспект Ильгама Шакирова (тат. Илһам Шакиров проспекты, İlham Şakirof prospektı, назван 21 марта 2019 года в честь Ильхама Шакирова, певца, народного артиста Татарской АССР)[11]. Находится между кварталами № 1, 2 с одной стороны и кварталами 3, 4, 5 с другой; пересекается с улицами Хибинская, Альфии Авзаловой, Мустая Карима и проспектом Заречье.
- Мустая Карима (тат. Илһам Шакиров проспекты, İlham Şakirof prospektı, названа 21 марта 2019 года в честь Мустая Карима, народного поэта Башкирской АССР)[12]. Находится между кварталом № 5 с одной стороны и кварталом № 4 с другой; пересекается с улицами Наиля Юсупова и Ильгама Шакиров.
- Наиля Юсупова (тат. Наил Йосыпов урамы, Nail Yosıpof uramı, названа 25 апреля 2016 года в честь Наиля Юсупова, директора завода оргсинтеза)[13]. Находится между кварталами № 3 (парк «Салават Купере»), 4, 5, 6, с одной стороны и кварталами № 8, 7 и застройкой посёлка Залесный с другой; пересекает улицы Хибинская, Альфии Авзаловой, Мустая Карима, 2-я Осиновская, и Нурихана Фаттаха. Длина — 1,5 км[14].
- Нурихана Фаттаха (тат. Нурихан Фәттах урамы, Nurixan Fättax uramı, названа 4 марта 2015 года)[15]. Находится между кварталами № 6 и 14 с одной стороны и кварталами № 17, 9, 13, 12 с другой; пересекается с улицей Наиля Юсупова, проспектом Заречье, улицами Айрата Арсланова, Тансык. Длина — 1,2 км[16].
- Тансык (тат. Тансык урам, Tansıq uram, названа 3 марта 2016 года)[17]. Находится между кварталами № 12, 11, 10 с одной стороны и застройкой села Осиново с другой; пересекается с улицами Нурихана Фаттаха, Сажинова и Зилантовская. Длина — 0,9 км[18].

## Социальная инфраструктура
- Многопрофильные лицеи (школы) № 182, 188, 189 (основаны в 2018, 2021 и 2021 годах соответственно)[19][20][21].
- Детские сады: № 44 «Керпе», 45 «Тиктормас», 46 «Елмай», 121 «Эврикум», 122 «Сэлам», 132, 133, 134.
- Поликлиника: взрослая и детская поликлиники, женская консультация, травмпункт и подстанция службы скорой помощи в одном здании [22].

## Транспорт
До жилого массива ходят автобусные маршруты № 36 и 62; генеральным планом города запланировано строительство трамвайной линии от улицы Большая Крыловка.